# Nowodieriewiankowskaja
Nowodieriewiankowskaja (ros. Новодеревянковская) – stanica w Rosji, w Kraju Krasnodarskim, w rejonie kaniewskim. W 2010 liczyła 6795 mieszkańców.

## Urodzeni
- Fedir Szczerbyna – ukraiński działacz społeczny i historyk.